# کلیسای سنت باتولف، بوستون
کلیسای سنت باتولف (انگلیسی: St Botolph's Church) یک کلیسا در بوستون، لینکلن‌شر، انگلستان است.
این کلیسا که یکی از بزرگترین کلیساهای منطقه‌ای در انگلستان است دارای یک برج به ارتفاع ۸۳ متر می‌باشد.
براساس باور عمومی این کلیسا توسط باتولف مقدس در سال ۶۵۴ میلادی ساخته شده اما با توجه به رویدادنامه آنگلوساکسون این موضوع مورد اختلاف است و مورخان صومعه باتولف در ایکن، سافک را مکان موردنظر می‌دانند. ساختمان فعلی کلیسای سنت باتولف در سال ۱۳۰۹ میلادی شروع و تا سال ۱۳۹۰ میلادی ساخت آن به‌جز برج به پایان رسید، ساخت برج نیز در سال ۱۴۲۵–۱۴۳۰ شروع شده اما تا ۱۵۱۰–۱۵۲۰ به پایان نرسیده بود.

## نگارخانه

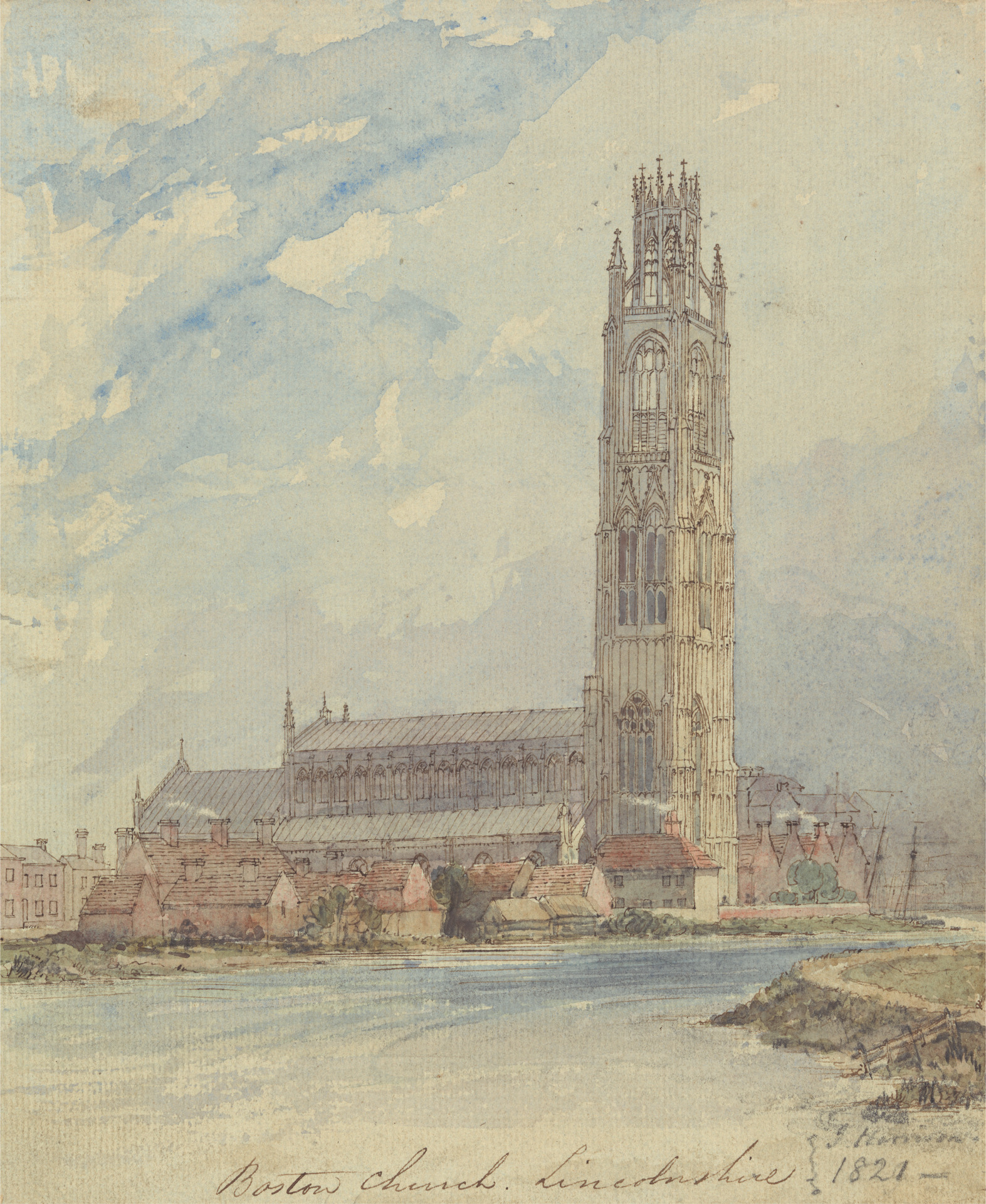
۱۸۲۱
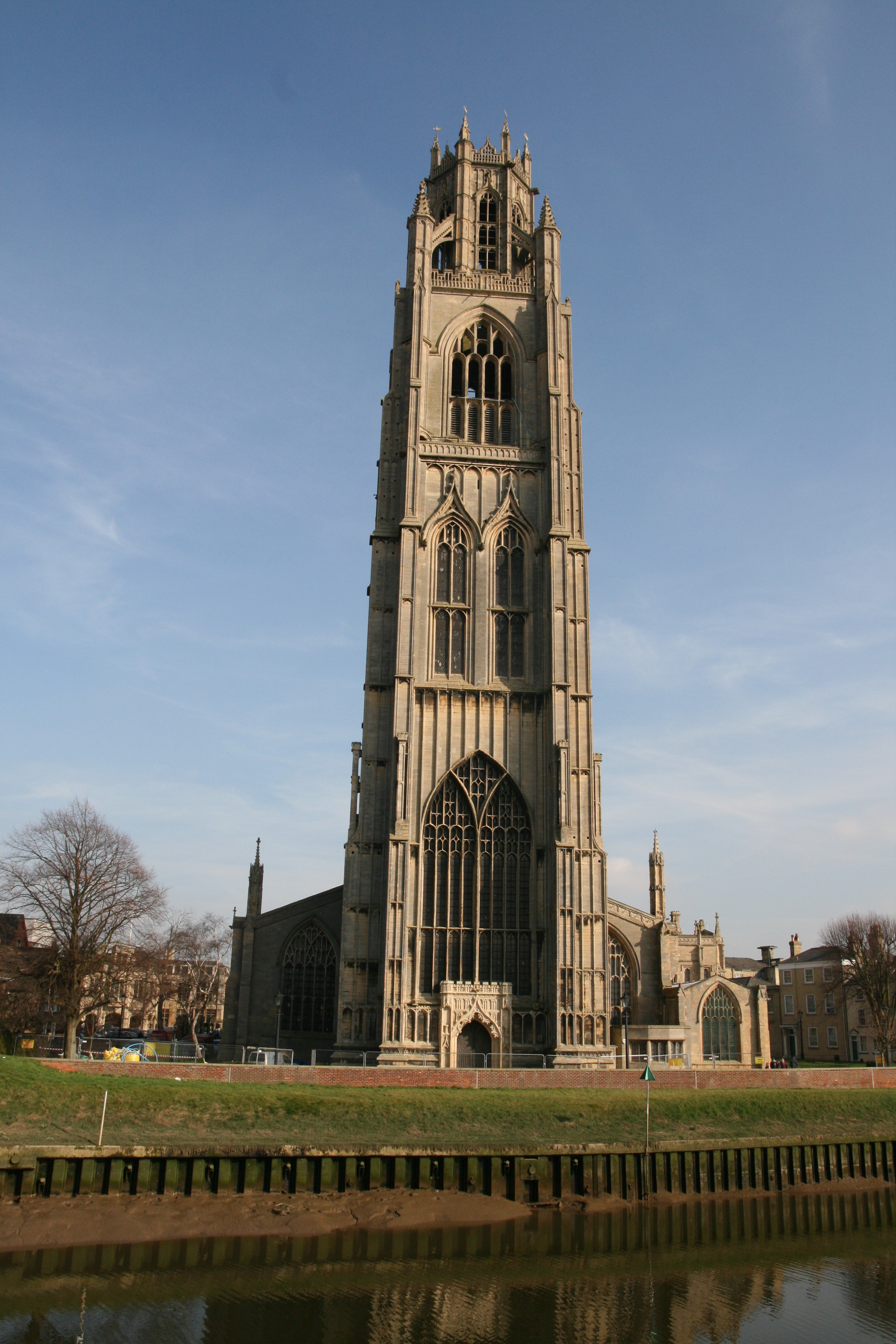
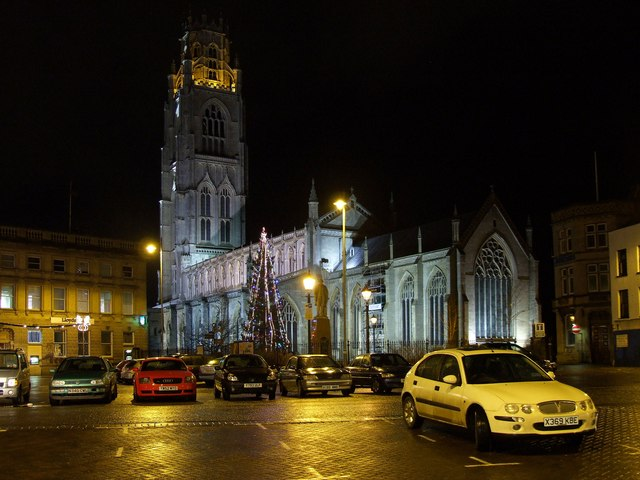
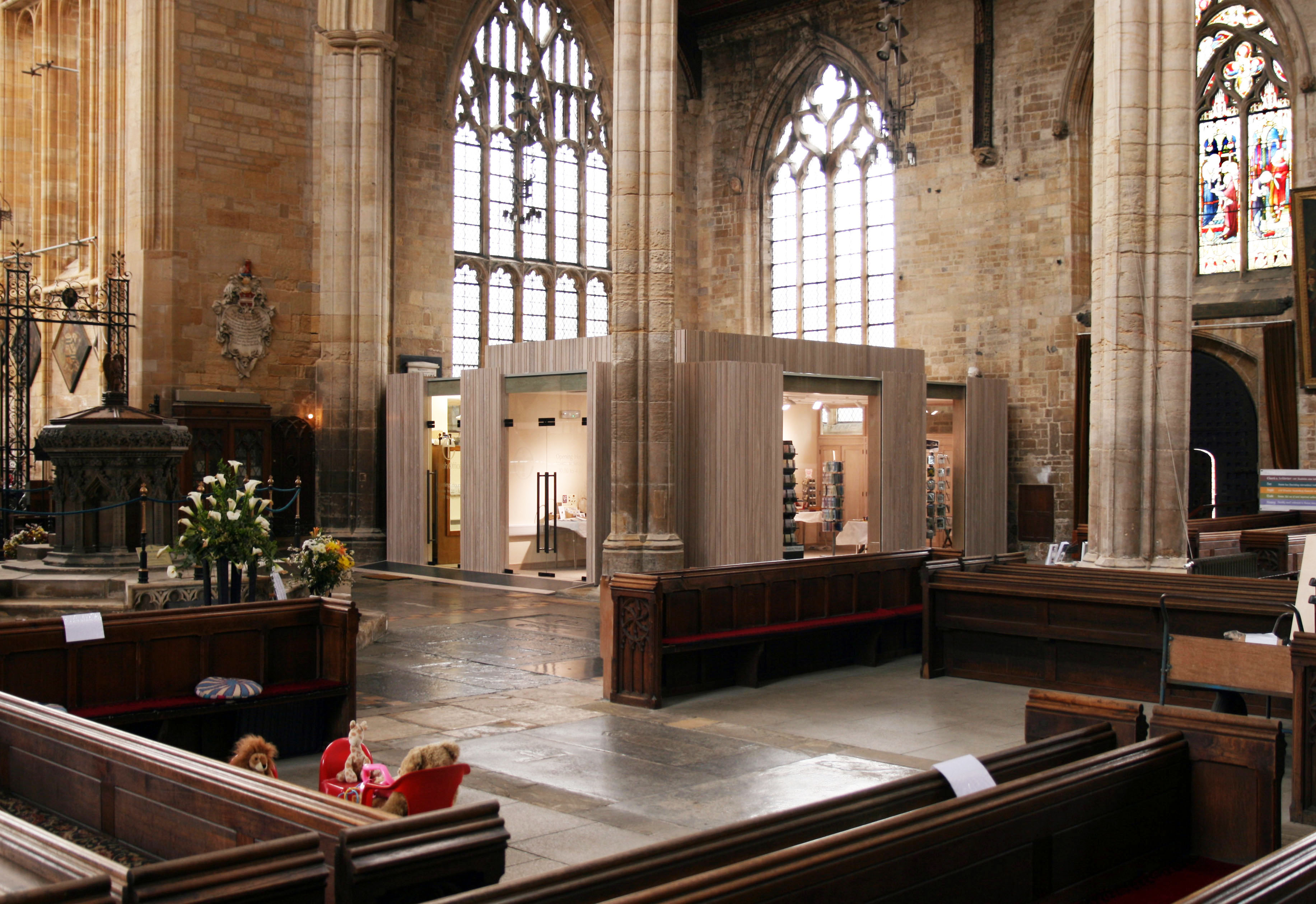
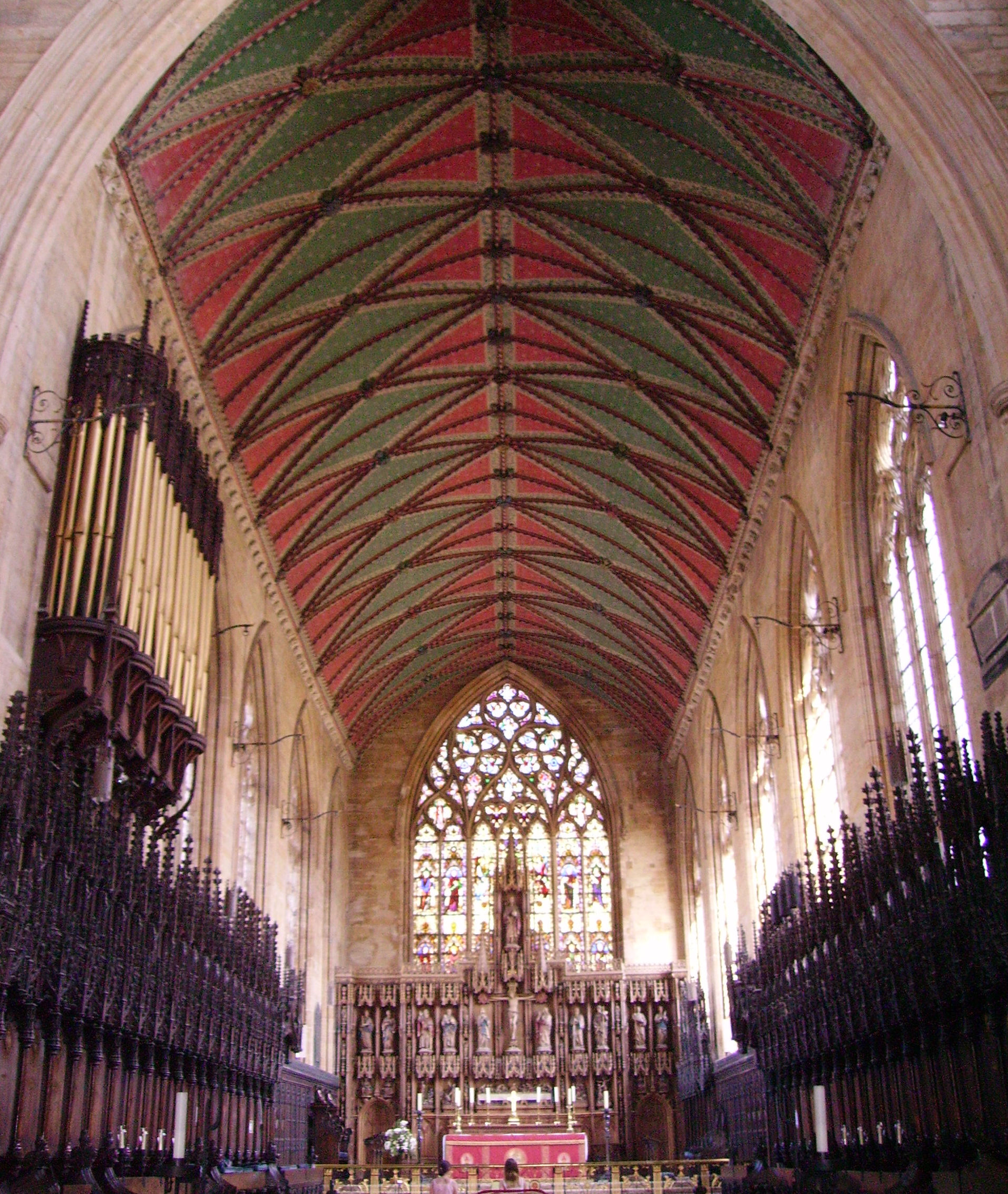
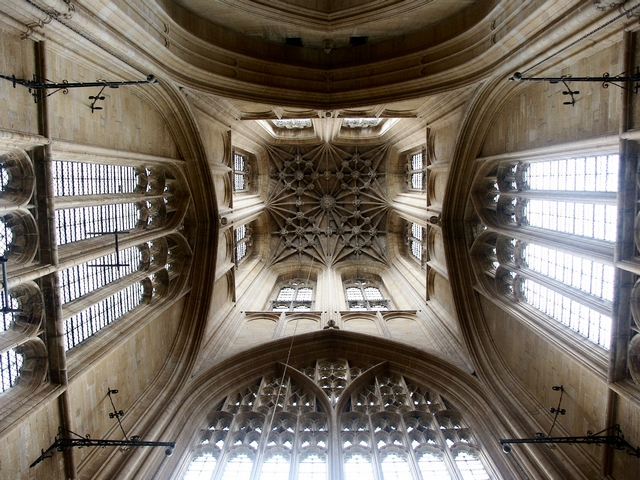
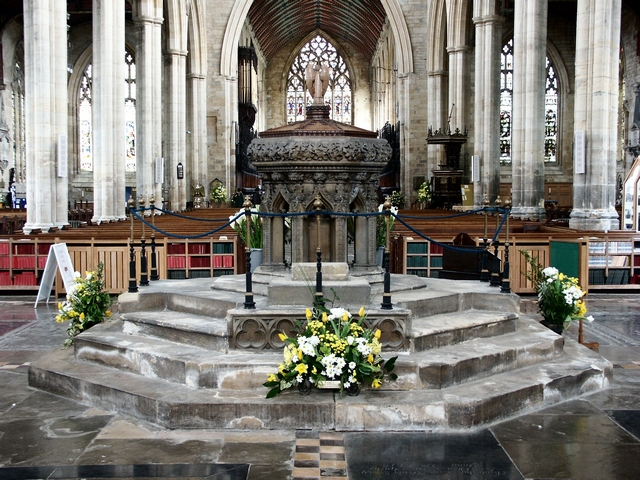
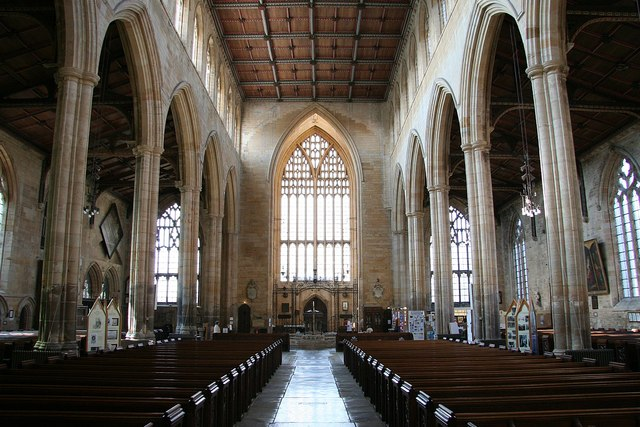
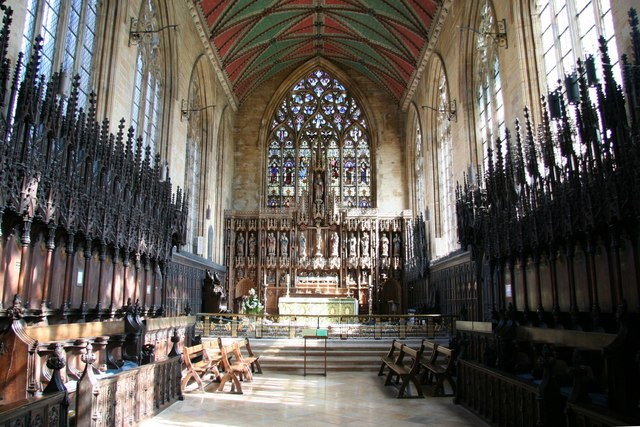